# Dorothy Dare
Pour les articles homonymes, voir Dare.
Dorothy Dare, née le 6 août 1911 en Philadelphie et morte le 4 octobre 1981 dans le Comté d'Orange, est une actrice américaine.

## Biographie
lle est née Dorothy Herskind à Philadelphie. Elle débute au théâtre à l'âge de 7 ans. 
En 1934 elle signe avec la Warner Bros. et débute au cinéma dans Very Close Vangs. 
Elle tourne son dernier film en 1944. Elle déménage par la suite au Comté d'Orange en Californie.

## Filmographie
- 1933 : Nearly Naked
- 1934 : Very Close Veins
- 1934 : Private Lessons  : Babs Henderson
- 1934 : The Winnah! : Dorothy
- 1934 : Syncopated City : assistant de Halt/le nouveau maire
- 1934 : Rayon d'amour (Happiness Ahead) : Josie
- 1934 : Le Cabochard (The St. Louis Kid) de Ray Enright : Gracie Smith
- 1934 : Un soir en scène (Sweet Adeline) : Dot, chef d'orchestre
- 1935 : Maybe It's Love (en) de William C. McGann : Lila
- 1935 : Gold Diggers of 1935 : Arline Davis
- 1935 : Springtime in Holland
- 1935 : Sixième édition (Front Page Woman) : Mae LaRue
- 1935 : Romance of the West
- 1937 : High Hat : Elanda Lee
- 1937 : Rose of Tralee : Jean Hale
- 1937 : Clothes and the Woman : Carol Dixon
- 1937 : Cut Out for Love: Dorothy
- 1942 : The Yanks Are Coming : Peggy
- 1944 : Musical Movieland